# Rudolf Gerdes
Rudolf Richard Gerdes (* 4. November 1926 in Bremen; † 5. August 1977 in Stadensen) war ein deutscher Architekt. Von der Mitte der 1950er Jahre bis zu seinem Tod 1977 war vor allem für die Neuland Wohnungsgesellschaft in Wolfsburg tätig.

## Leben und Werk

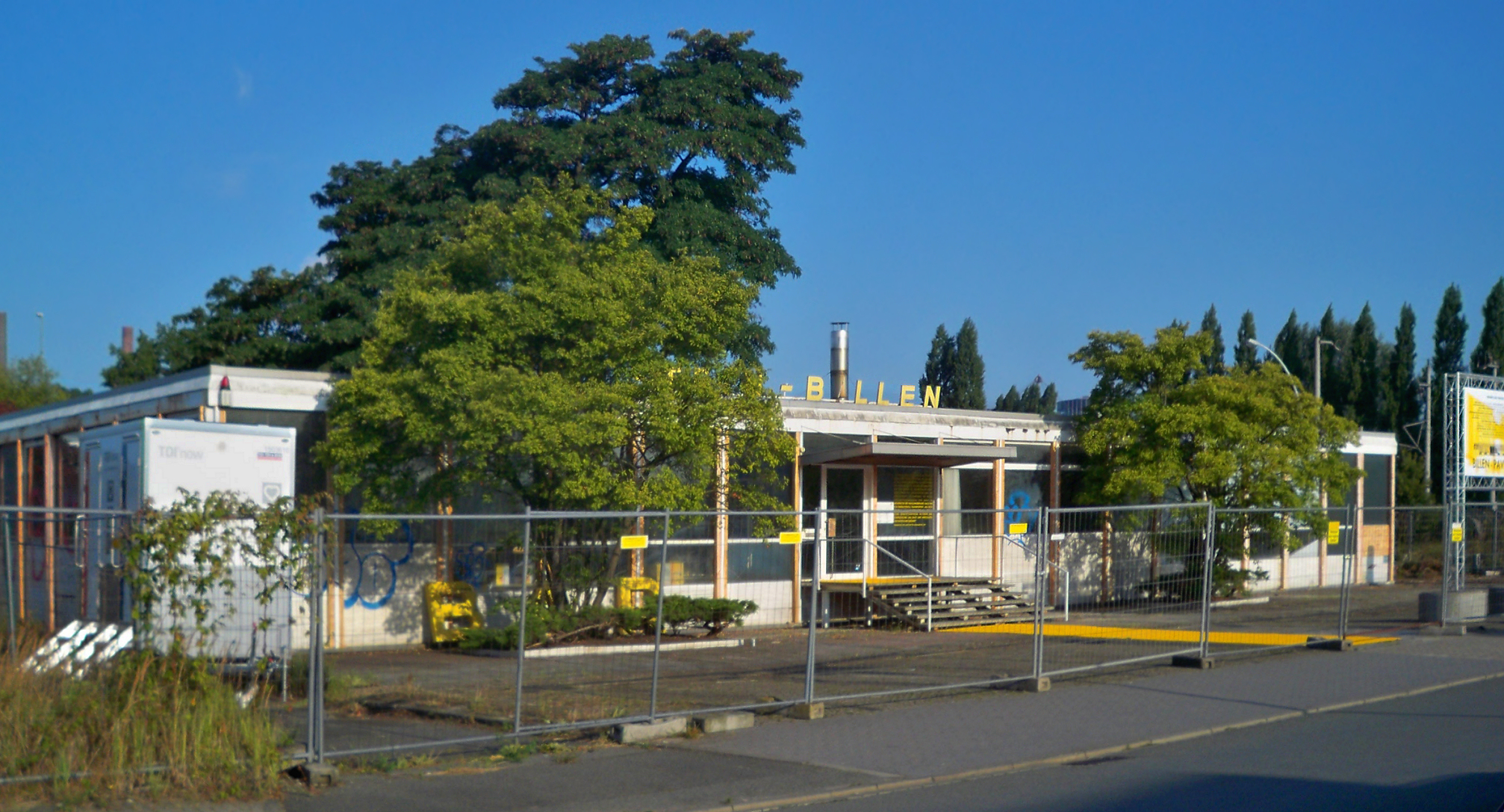
Billen-Pavillon am Maybachweg (2019)

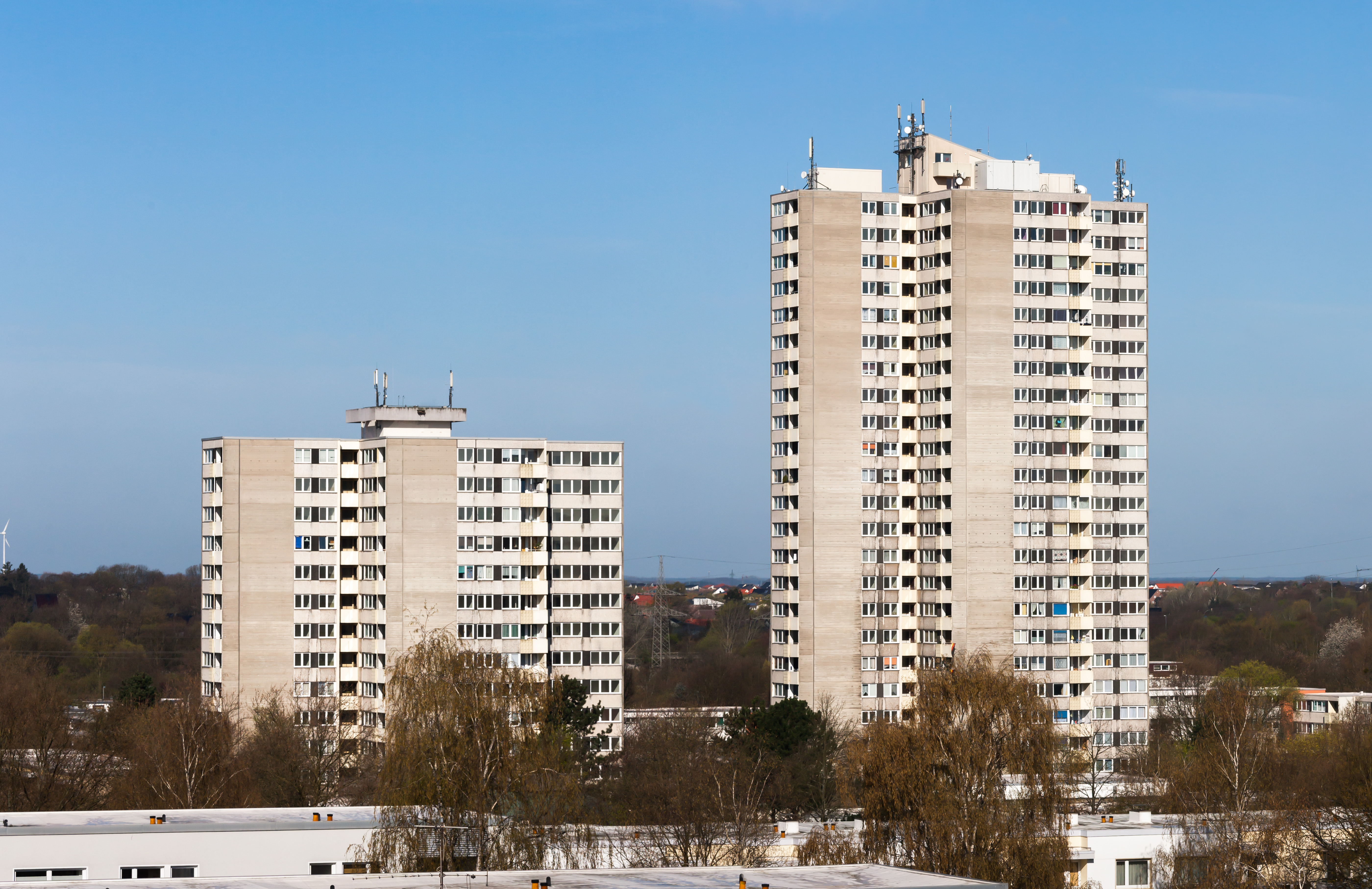
Wohnhochhäuser „Don Camillo“ (r.) und „Peppone“ (l.) (2012)

Nach einem Besuch des Neuen Gymnasiums in seiner Vaterstadt Bremen wechselte Gerdes während des Zweiten Weltkriegs auf die Hermann-Lietz-Schule Haubinda im Heldburger Land. Im Sommer 1946 nahm er ein Architekturstudium an der Technischen Hochschule Braunschweig auf, wo seit demselben Jahr Friedrich Wilhelm Kraemer lehrte, dessen Architekturlehre in der Nachkriegszeit als „Braunschweiger Schule“ Renommee erlangte. Nebenher erwarb er in den Semesterferien praktische Erfahrungen auf dem Bau als Maurer und Zimmermann. Nach der Diplom-Hauptprüfung, das Gerdes Anfang 1952 mit einem Entwurf für ein Lichtspieltheater bei Julius Petersen und Johannes Göderitz ablegte, wurde er 1954 an der Technischen Hochschule Braunschweig zum Dr.-Ing. promoviert. Ab 1951, noch parallel zu seinem Studium, arbeitet Gerdes in Wolfsburg bei dem Architekten Hippert. 1953 erhielt er eine Anstellung im Architekturbüro von Titus Taeschner, bei dem er am erfolgreichen Wettbewerbsentwurf für den Neubau des Wolfsburger Rathauses beteiligt war.
Zum 1. April 1956 machte sich Gerdes selbstständig und eröffnete ein eigenes Architekturbüro in Wolfsburg. Zu seinen ersten Projekten gehörte der Auftrag für den Billen-Pavillon als Sitz der Naturstein Billen GmbH, der mit seiner schlichten, reduzierten Formensprache bei seiner Eröffnung 1960 für Aufsehen sorgte. Mehrere Aufträge für Wohnungsbauten im Rahmen des weiteren Ausbaus der Stadt Wolfsburg, die aufgrund des wirtschaftlichen Erfolgs des Volkswagen-Werks ein starkes Bevölkerungswachstum erlebte, folgten. Vor allem am Bau des Stadtteils Detmerode, wo er 1969 mit dem Wohnhochhausensemble „Don Camillo und Peppone“ eine weithin sichtbare Landmarke schuf, war Gerdes mit mehreren Projekten beteiligt. Mit seinen Entwürfen, die mit ihren klaren Kubaturen und ihrer abstrakten Ästhetik charakteristische Vertreter der Nachkriegsmoderne in Westdeutschland sind, zählt Gerdes zu den wichtigen Schülern der Braunschweiger Schule. Insbesondere die von US-amerikanischen Architekten des „International Style“ wie Ludwig Mies van der Rohe oder Skidmore, Owings and Merrill geprägten Prinzipien einer funktional bestimmten Bauweise, die mit der Bevorzugung moderner Baumaterialien wie Glas und Stahl sowie einer grafischen Reduktion nach dem Motto less is more einhergehen, spiegeln sich auch in den Bauten von Gerdes wider. Diese Prinzipien wurden unter dem Schlagwort vom „Raum als Lagebeziehung von Körpern“ auch an der Braunschweiger Schule vermittelt.
Gerdes heiratete 1959, die Ehe blieb kinderlos. Gerdes starb im Sommer 1977 im Alter von 50 Jahren. Nach dem Tod seiner Ehefrau 2014 ging das Erbe in eine Stiftung zur finanziellen Förderung der Krebsforschung über.

## Bauten und Entwürfe
- 1957: Haus Billen in Wolfsburg, Klieversberg
- 1959–60: Billen-Pavillon in Wolfsburg, Maybachweg 7[3]
- 1960–61: Teppich-Wohnsiedung Tiergartenbreite in Wolfsburg, Schulenburgallee
- 1966–69: Wohnhochhäuser Don Camillo und Peppone in Wolfsburg-Detmerode
- 1968–69: Wohnhäuser Graf-Stauffenberg-Ring in Wolfsburg-Detmerode
- 1969: Jugendzentrum Erich-Kästner-Schule in Wolfsburg, Bonhoefferstraße
- 1974–75: Gemeindezentrum Bonhoeffer in Wolfsburg-Westhagen, Jenaer Straße 39